# Lambeth Walk
Pour l’article homonyme, voir Lambeth Walk (danse).
Singles de Dalida
Ca me fait rêver Helwa Ya Baladi
Le Lambeth Walk est un titre de Dalida sorti en 1978 en 45 tours. C'est l'adaptation française de The Lambeth Walk, une chanson extraite de la comédie musicale Me and My Girl (en), écrite en 1937 (paroles de Douglas Furber et musique de Noel Gay, adaptation d'Henri Varna et Marc Cab) qui popularisa la danse du même nom dont Dalida reprit la chorégraphie.
Dalida enregistrera une version en anglais avec un texte écrit par Norman Newell, différent de l'original, pour une commercialisation à l'étranger. La version française est souvent rééditée dans les compilations de l'artiste.
La face B, Il y a toujours une chanson, extraite du 33 tours Femme est la nuit paru en 1976 est proposée ici car elle fait également référence à certaines chansons du passé (Ah ! Le petit vin blanc, J'attendrai, La Vie en rose et Bambino).

## Classement hebdomadaire
| Classement (1979-1980) | Meilleure position |
| ---------------------- | ------------------ |
| Québec                 | 2                  |
| France                 | 15                 |